# Orcula fuchsi
Orcula fuchsi is een slakkensoort uit de familie van de Orculidae. De wetenschappelijke naam van de soort is voor het eerst geldig gepubliceerd in 1931 door S. Zimmermann.